# Stefan Arvidsson
Stefan Arvidsson, född 1968 i Tranås, är en svensk religionshistoriker som är professor i religionshistoria vid Linnéuniversitetet och som tidigare var professor vid Stockholms universitet (2011-2012). Han är gift med Nina Björk.
Arvidsson disputerade 2000 vid Lunds universitet där han senare blev docent. Hans avhandling Ariska idoler har den grundläggande tesen att urindoeuropéerna inte har sysselsatt den moderna tidens människor i första hand därför att de var betydelsefulla som historiska aktörer utan därför att de var "bra att tänka med". Intresset för indoeuropeiska arier och de andra stammade ur en vilja att skapa alternativ till de identiteter som skänkts av traditionen. Inga texter, föremål, ingen urindoeuropé till namnet är känd - ändå rekonstruerar man urtiden i hopp om att där finna grundvalen för sin egen kultur och religion. Arvidsson har därefter fortsatt att studera modern mytologi och relationerna mellan religion, kultur och politik.